# ديفيد برينك
ديفيد برينك (بالإنجليزية: David Brink)‏ هو دراج أمريكي، ولد في 25 نوفمبر 1947 في سانت بول في الولايات المتحدة.

## وصلات خارجية
- ديفيد برينك على موقع أوليمبيديا (الإنجليزية)